# Lijst van Eurocommissarissen voor Innovatie
De functie van Europees commissaris voor Innovatie is sinds het aantreden van de commissie-Rey (1967) een functie binnen de Europese Commissie. Sinds haar creatie heeft de functie diverse benamingen gekend. De term innovatie wordt sinds het aantreden van de commissie-Barroso II (2010) gebruikt.

## Benamingen
- Technologie (1967-77, 1995-99)
- Technologische ontwikkeling (1989-1995)
- Innovatie (1981-85, 2010-)

## Commissarissen
|  | Naam                  | Lidstaat  | Nationale partij | Periode   | Commissies               |
|  | --------------------- | --------- | ---------------- | --------- | ------------------------ |
|  | Fritz Hellwig         | Duitsland | CDU              | 1967-1970 | Rey                      |
|  | Altiero Spinelli      | Italië    | Onafhankelijk    | 1970-1976 | Malfatti Mansholt Ortoli |
|  | Cesidio Guazzaroni    | Italië    | PLI              | 1976-1977 | Ortoli                   |
|  | Geen commissaris      |           |                  | 1977-1981 | Jenkins                  |
|  | Karl-Heinz Narjes     | Duitsland | CDU              | 1981-1985 | Thorn                    |
|  | Geen commissaris      |           |                  | 1985-1989 | Delors I                 |
|  | Filippo Pandolfi      | Italië    | DC               | 1989-1993 | Delors II                |
|  | Antonio Ruberti       | Italië    | PSI              | 1993-1995 | Delors III               |
|  | Édith Cresson         | Frankrijk | PS               | 1995-1999 | Santer                   |
|  | Geen commissaris      |           |                  | 1999-2010 | Prodi Barroso I          |
|  | Máire Geoghegan-Quinn | Ierland   | Fianna Fáil      | 2010-2014 | Barroso II               |
|  | Carlos Moedas         | Portugal  | PSD              | 2014-2019 | Juncker                  |
|  | Marija Gabriel        | Ierland   | Fianna Fáil      | 2019-     | Von der Leyen            |